# Anne Boleyn
Anne Boleyn (Ana Boleyn), angleška kraljica med letoma 1533 in 1536, * 1501 ali 1507, † 19. maja 1536. 
Anne Boleyn je bila druga žena angleškega kralja Henrika VIII. ter markiza Pembroka. Njen zakon s kraljem Henrikom VIII. ter usmrtitev, ki mu je sledila, sta iz nje naredila ključno osebnost političnega in verskega vstajenja, ki je predstavljal začetek angleške reformacije in s tem nastanek anglikanske Cerkve. Bila je hčerka Thomasa Boleyna in njegove žene, lady Elizabete Howard. V zgodnji mladosti se je izobraževala na Nizozemskem ter v Franciji, kjer je bila častna družica francoske kraljice. V Anglijo se je vrnila v začetku leta 1522, da bi se poročila s svojim irskim bratrancem Jamesom Butlerjem. Ko so se poročni plani izjalovili, je pridobila mesto častne družice angleške kraljice Katarine Aragonske, tedanje žene Henrika VIII.
V začetku leta 1523 je prišlo do krajše skrivne zaroke, med Ano in Henryem Percyem, ki jo je v letu 1524 prekinil kardinal Thomas Wolsey. Ana je bila nato poslana domov na grad Hever, medtem ko so njenega nesojenega ženina poročili z lady Mary Talbot, njegovo dolgoletno zaročenko. Februarja ali marca 1526 je kralj Henrik VIII. opazil Ano ter ji pričel dvoriti, vendar se je dolgo časa upirala njegovim poskusom, da bi jo zapeljal, saj ni želela postati njegova ljubica, kakor je bila pred tem že njena sestra Mary. Kmalu si je kralj pričel močno prizadevati, da bi razveljavil svoj zakon s kraljico Katarino Aragonsko in posledično lahko stopil v zakon z Ano. Ko je postalo jasno, da papež Klemen VII. ne bo razveljavil njunega zakona, je v Angliji prišlo do ločitve katoliške cerkve od Rima. V letu 1532 je kralj Ani podelil naziv markize Pembroka.
Kralj Henrik VIII. in Ana Boleyn sta se poročila 25. januarja 1533. Pet mesecev kasneje, dne 23. maja 1533 je Thomas Cranmer razglasil zakon Henrika VIII. in Katarine Aragonske za ničen; pet dni kasneje pa je zakon Henrika in Ane potrdil kot veljavnega in zakonitega. Kmalu zatem je papež kralja Henrika VIII. ter Cranmerja ekskomuniciral. S tem je prišlo do prve ločitve angleške in rimske cerkve. Angleška cerkev je bila tako pod neposrednim nadzorom angleškega kralja. Ana je bila kronana 1. junija 1533. 7. septembra istega leta je rodila bodočo kraljico Elizabeto I., katere spol je bil za kralja razočaranje, saj si je želel sina, ki bi ga lahko imel za moškega naslednika. Sledili so vnovični poskusi zanositve in trije spontani splavi. Ko poskusi spočeti sina niso obrodili sadov, je kralj v marcu 1536 že dvoril Jane Seymour.
Aprila 1536 je kralj začel preiskovati Ano zaradi veleizdaje. V začetku maja je bila aretirana in poslana v londonski Tower, kjer ji je sodila porota vrstnikov – v kateri sta bila tudi Henry Percy, Anin nekdanji zaročenec, ter Anin stric. Očitali so ji nezvestobo, incest ter čarovništvo. Porota jo je spoznala za krivo ter jo dala obglaviti štiri dni kasneje. Zgodovinarji dandanes ocenjujejo očitke, zaradi katerih je bila obglavljena, kot neprepričljive. Ko je kasneje zavladala njena hčera Elizabeta, je bila Ana čaščena kot mučenica ter junakinja angleške reformacije. Skozi stoletja je navdihnila mnoga umetniška ter kulturna dela (npr. Donizettijeva opera Anna Bolena). Nekateri jo označujejo tudi za najpomembnejšo in najvplivnejšo »priženjeno« kraljico, ki jo je Anglija kadarkoli imela, saj je zaradi nje Henrik VIII. razveljavil zakon s Katarino Aragonsko ter razglasil neodvisnost angleške cerkve od Rima.

## Življenje

### Mladost
Anne Boleyn se je rodila nižjima plemičema Elizabeth Howard in njenemu soprogu Thomasu Boleynu. Bila je drugi izmed štirih ali petih otrok. Pri starosti sedem ali osem let je bila poslana v Francijo, kjer se je izobrazila. Govorila je francosko, nizozemsko, angleško in latinsko. Igrala je harfo in se ukvarjala s pisanjem. Rada je jahala ter hodila z očetom na lov. Na starejšega brata Georgea in sestro Mary je bila izredno navezana, kar pričajo njena dolga in globoka pisma. Bila naj bi zelo karizmatična.
Ana je bila hči Thomasa Boleyna, kasnejšega grofa Wiltshira in grofa Ormonda, ter Elizabete Howard, katere oče je bil drugi vojvoda Norfolka. Anin oče je bil spoštovan diplomat s talentom za jezike, bil je tudi ljubljenec kralja Hernika VII., ki ga je poslal na mnogo diplomatskih misij v tujino. Zaradi pomanjkanja župnijskih podatkov ni mogoče natančno določiti letnice Aninega rojstva. Nekateri zgodovinarji so mnenja, da je bila rojena leta 1501, spet drugi, da leta 1507. Pri oceni letnice rojstva je vlogo igralo pismo, ki ga je Ana poslala očetu v letu 1514. Pismo je pisano v francoščini, Ana ga je namreč poslala očetu v Anglijo, ko je zaključevala svoje izobraževanje v tujini. Tako angleški zgodovinar Eric Ives meni, da je iz stila pisanja in zrele oblike pisave mogoče sklepati, da je bila Ana tedaj stara okoli trinajst let. Meni tudi, da je zaradi dejstva, da je bila Ana tedaj častna družica, verjetnejša letnica 1501. Ameriška zgodovinarka Retha Warnicke, ki je napisala biografijo o Ani, pa nasprotno meni, da številne slovnične napake v pismu govorijo nasprotno – da je pismo napisal otrok. Zgodovinarji si torej o letnici rojstva niso enotni, najverjetneje pa je bila rojena nekje med letoma 1501 in 1507. Večina zgodovinarjev pa se strinja, da je bila sestra Mary starejša, ter letnico njenega rojstva ocenjujejo na 1499. Očitno je namreč, da so Maryini otroci verjeli, da je bila njihova mama starejša sestra. Brat Jurij je bil rojen okoli leta 1504.
V času Aninega rojstva je bila družina Boleyn ena od bolj spoštovanih angleških aristokratskih družin. Med njenimi sorodniki je bila tudi zelo priznana družina Howard, njihov prednik pa je bil angleški kralj Edvard I. Zgodovinarji so mnenja, da je bila Ana vsekakor bolj plemenitega rodu kot Jane Seymour, Catherine Howard ali Catherine Parr, kasnejše žene Henrika VIII. Črkovanje priimka Boleyn je bilo različno, kar je bilo običajno v tistih časih. Včasih je napisano kot Bullen, včasih Boullan, včasih je bila poimenovana latinsko – Anna Bolina. Latinska različica je navedena v večini njenih portretov.
Anin oče Thomas Boleyn je imel zaradi svojega šarma mnogo občudovalcev, med njimi avstrijsko nadvojvodo Margareto, hčer svetega rimskega cesarja Maksimilijana I., ki je tedaj v imenu očeta vladala Nizozemski. Nad diplomatom Thomasom Boleynom je bila tako očarana, da je njegovi hčeri Ani v letu 1513 ponudila mesto v svojem gospodinjstvu. Običajno bi moralo biti dekle za takšno čast staro vsaj dvanajst let, vendar je možno, da je bila Ana mlajša, saj jo je nadvojvodinja ljubkovalno klicala »la petite Boulin«. Ana je s svojim lepim vedenjem in študioznostjo naredila dober vtis. Margareta je očetu poročala, da se Ana lepo izraža in je prijetna za svoja mlada leta. Anino zgodnje izobraževanje je bilo tipično za dekleta njenega stanu. Omejeno je bilo na aritmetiko, preučevanje družinske zgodovine, slovnico, zgodovino, branje, črkovanje in pisanje. Poleg tega je Ana na dvoru pridobila gospodinjska znanja, kot so ples, glasba, petje, lepo obnašanje, vzdrževanje gospodinjstva in šivanje. Pridobila je spretnosti jahanja, lokostrelstva in lova, poleg tega pa se je naučila družabnih iger, kot so šah in igre s kartami. Pri nadvojvodinji je Ana ostala do pomladi 1513, ko se je njen oče dogovoril, da bo prisotna pri Mary, sestri kralja Hernika VIII., ki je bila tik pred poroko s francoskim kraljem Ludvikom XII. Francoskim.
Ana je tako postala častna družica kraljice Marije I. Angleške ter njene petnajstletne pastorke, poznejše kraljice Klavdije Francoske, ter v Franciji ostala skoraj sedem let. V kraljičinem gospodinjstvu je Ana nadaljevala študij francoščine in razvila zanimanje za umetnost, modo, glasbo, literaturo, poezijo in versko filozofijo. Pridobila je znanja o francoski umetnosti, kulturi, plesu, literaturi, etiki. Sledile so prve izkušnje v spogledovanju ter igri dvorne ljubezni. Precej verjetno je, da je tedaj spoznala tudi sestro francoskega kralja, Margareto Navarsko, mecenko humanistov in reformatorjev, ki je tudi sama izdajala knjige. Anina francoska izobrazba se je kasneje odražala v mnogih novih trendih na dvoru.
Ana je bila povprečno visoka, imela je suho postavo in dolge črne ali temnorjave lase, temno rjave oči, precej močen nos, široka usta s tankimi ustnicami ter oliven ten. Bila naj bi zelo očarljiva, elegantna, zabavna in radoživa, z močno osebnostjo. V mladosti naj bi uživala v igrah s kartami, pitju vina, francoski kulinariki, spogledovanju in opravljanju. Imela pa naj bi tudi oster jezik in bila hitro jezljiva. Kljub očitnemu šarmu so mnenja o Anini lepoti deljena. Beneški kronist Marino Sanuto, ki je Ano videl v letu 1532, jo je opisal kot »ne najlepšo žensko na svetu, s povprečno postavo, dolgim vratom, širokimi usti in nizkimi prsmi.« V pismu iz leta 1531 je Simon Grynee Ano opisal kot mlado, privlačno s precej temno poltjo. Spet drugi so pisali o njeni lepoti in elegantni postavi. Najbolj znan opis, vendar tudi najmanj zanesljiv, je podal pol stoletja po njeni smrti Nicholas Sanders, katoliški propagandist. Dejal je, da je bila Ana precej visoka, s črnimi lasmi, ovalnim obrazom in bledo poltjo. Pod zgornjo ustnico naj bi imela izrastel zob in na desni roki šest prstov. Pod brado naj bi imela ogromno bradavico, katere grdoto naj bi skrivala za visokimi ovratniki. Dejal je še, da je bila lepa na pogled in imela lepa usta. Sandersev opis je bil verjetno precej pod vtisom njegove ocene, da je bila prav Ana odgovorna za odcepitev angleške cerkve od Rima. Z demonskim opisom Ane je prispeval k legendi o pošasti Ane Boleyn.
Po svoji francoski izkušnji je bila Ana pobožna kristjanka, vendar pod vplivom francoskega renesančnega humanizma. Zagovarjala je ljudskost biblije in menila, da ima papeštvo slab vpliv na krščanstvo, vendar pa je imela hkrati konzervativne nastavke, ki so vidni pri njeni predanosti devici Mariji. V letu 1521 je Ana na poklic očeta odplula nazaj proti Angliji.

### Na angleškem dvoru, 1522–1533
Ana se je vrnila iz Francije, da bi se poročila s svojim irskim bratrancem Jamesom Butlerjem, ki je bil precej starejši od nje in je živel na angleškem dvoru. Z načrtovano poroko so želeli razrešiti spor glede nazivov in posestev v grofiji Ormond. Leta 1515 je namreč takratni (sedmi) grof Ormonda umrl, do njegovega naziva in posestev pa sta se čutila upravičena tako Thomas Boleyn, grofov vnuk, kot tudi Piers Butler, prapravnuk tretjega grofa. Thomas Boleyn se je glede spora obrnil na kralja Henrika, ki je poskušal spor razrešiti s poroko Piersovega sina Jamesa in Thomasove hčere Ane Boleyn. Poročni načrti so se nazadnje povsem izjalovili, verjetno zato, ker se je Thomas Boleyn nadejal bolj veličastnega zeta.
Mary Boleyn, Anina starejša sestra, je bila iz Francije poklicana že v letu 1519, dozdevno zaradi njenih afer s francoskim kraljem in njegovimi dvorjani. Februarja 1529 se je poročila z Williamom Careyem, nižjim plemičem. Na poroki je bil prisoten tudi kralj Henrik VIII. in kmalu zatem je Mary postala kraljeva ljubica. Nekateri zgodovinarji menijo, da je bil oče enega ali dveh Maryinih otrok, rojenih tekom tega zakona, prav kralj Hernik VIII. Kralj sicer nobenega od otrok ni priznal, medtem ko je priznal nezakonskega sina, ki ga je imel z Elizabeth Blound, Henrya Fitzroya.
Ana je svoj dvorni debi doživela na slavnostnem sprevodu v čast kraljevim ambasadorjem marca 1522, v katerem je igrala »stanovitost«. Tedaj je sodelovala v dovršenem plesu skupaj z Henrikovo mlajšo sestro Marijo, številnimi drugimi plemkinjami in svojo sestro. Vse so bile oblečene v ogrinjala iz belega satena, okrašena z zlato nitjo. Ana se je kmalu uveljavila kot ena najbolj modnih in omikanih dvornih dam, in kmalu je lepo število mladih mož tekmovalo zanjo. Ameriška zgodovinarka Retha Warnicke piše, da je bila Ana popolna dvorjanka, z elegantno držo in modnimi francoskimi oblekami, lahkotno je plesala in prijetno pela, igrala je lutnjo in številne druge inštrumente ter tekoče govorila francosko. Bila je pozornost vzbujajoča mlada dama, ki je znala ljudi zvabiti v pogovor, nato pa zabavati. Zaradi svoje življenjske energije je bila v središču pozornosti na vsakem družabnem srečanju. V tem času je Ani dvoril Henry Percy, sin grofa Northumberlanda, s katerim se je Ana na skrivnem zaročila. Romanca je bila prekinjena, ko Henryev oče ni želel podpreti zaroke. Ceremoniar kardinala Thomasa Wolseya, George Cavendish je trdil, da Ana in Henry nikoli nista bila ljubimca.
Ana je bila nato poslana nazaj na domača podeželska posestva, ko pa se je vrnila na dvor, je zoper postala dvorna dama kraljice Katarine Aragonske. Pred poroko s kraljem se je Ana spoprijateljila z Thomasom Wyattom, ki je bil eden največjih pesnikov dobe Tudorjev. Leta 1520 se je Wyatt poročil z Elizabeth Cobham, ki po besedah mnogih ni bila ravno žena po njegovi izbiri. Leta 1525 je Wyatt ženo obdolžil prevare in se od nje ločil, istočasno pa se je povečalo njegovo zanimanje za Ano. V letu 1532, ko je bila Ana že kraljeva ljubica, ju je pospremil v Calais v Francijo. Leto pozneje se je Ana na skrivaj poročila s kraljem, sledilo je kronanje v juniju 1533, na katerem je Wyatt sodeloval.
Nekateri pravijo, da se je Ana dolgo upirala kraljevemu zapeljevanju, saj ni želela biti njegova ljubica tako kot sestra Mary. Zato je pogosto zapuščala dvor in našla zatočišče doma na gradu Hever. Ko pa jo je nazadnje v njenem prvem letu na dvoru zaprosil za roko, je pristala. Oba sta domnevala, da bo razveljavitev njegovega zakona mogoča v nekaj mesecih. Ni dokazov, da bi bilo tedaj njuno razmerje seksualne narave, Henrikova ljubezenska pisma govorijo nasprotno – da je njuna ljubezenska zgodba ostala nekonzumirana večino sedemletnega dvorjenja, vse do razmeroma kratkega časa pred poroko. V času poroke pa je bila Ana že noseča.
Verjetno se je ideja o razveljavitvi zakona s Katarino Aragonsko kralju Henriku VIII. porodila še preden je spoznal Ano, motivirana pa je bila z željo po moškem dediču, ki bi zagotovil legitimnost zahtev po kroni. Preden je do prestola prišel oče Henrika VIII., Henrik VII., je bila Anglija v državljanski vojni, ki so jo pestila sklicevanja raznih plemičev, da so upravičeni do krone. Henrik VIII. se je želel izogniti podobni nejasnosti glede nasledstva. S Katarino Aragonsko ni imel živih sinov, vsi Katarinini otroci z izjemo Marije so namreč umrli že v detinstvu. Katarina Aragonska je sprva prišla v Anglijo, da bi se poročila z Arturjem, bratom kralja Hernika VIII. Po poroki je Artur kmalu umrl, vendar pa sta si Španija in Anglija še vedno želeli zavezništva, zato sta prosili papeža Julija II. za odvezo, da bi se Katarina lahko poročila z novim kraljem, Henrikom VIII. Papež je odvezo podal, in sicer iz razloga, ker naj bi zakon med Katarino in Arturjem ne bil konzumiran in naj bi bila Katarina še devica. Tako se je Katarina Aragonska v letu 1509 poročila s Henrikom VIII. Sčasoma je kralj postal sumničav glede veljavnosti zakona in je menil, da je Katarinina nezmožnost roditi sina znamenje nezadovoljstva Boga. Njegova čustva do Ane in njena nepripravljenost biti njegova ljubica, so verjetno prispevali k Henrikovi odločitvi, da tudi papeževa odveza nima teže, saj noben papež ne more prevladati nad Biblijo. Kralj je menil, da je vseskozi živel v grehu s Katarino Aragonsko, medtem ko je slednja temu močno nasprotovala in vztrajno trdila, da njen zakon z Arthurjem ni bil konzumiran. Če bi prišlo do razveze, bi bila tudi njuna hči Marija nezakonski otrok. Kralj je tako papeža Klemna VII. pozival, naj prizna napako svojega predhodnika, ki je kralju in Katarini podelil odvezo, ter razglasi zakon za neveljavnega. Hernikovo prizadevanje za razveljavitev zakona je bilo znano tudi kot kraljeva »velika zadeva«. Ana je videla priložnost v zaljubljenosti kralja in prikladnem, moralno kočljivem položaju. Odločila se je, da se bo predala njegovim objemom le kot njegova kraljica. Sčasoma je zavzela mesto ob boku kralja v politiki in državnih zadevah, vendar ne tudi v postelji. Nedvomno pa je, da je v času njune skrivne poroke Ana že bila noseča, zaradi česar sta se verjetno tudi bolj vihravo poročila. Sledilo je kronanje v juniju 1533, saj bi v primeru, če bi bil otrok rojen pred njenim kronanjem, le ta ne imel pravice do nasledstva krone.
7. septembra 1533 je Anne Boleyn rodila hčer, Elizabeto I., čeprav si je kralj globoko želel moškega potomca. Med letoma 1533 in 1536 je uradno rodila dva mrtvorojena sinova, po govoricah tri.
Henrik se je kmalu potem od žene oddaljil in začel ljubimkati z Jane Seymour.

### Smrt
Anne Boleyn je bila obtožena incesta. Obglavili so jo 19. maja 1536 v londonskem Towru.

## Zapuščina
Anne Boleyn je bila ena ključnih oseb v življenju Henrika VIII. ter glavni akter ljudskega upora. Henrik se je po njeni smrti poročil z Jane Seymour, ki mu je rodila sina Edwarda, a ta je dočakal le petnajst let. Umrl je zaradi tuberkuloze. Prestol je na koncu zasedla zadnja predstavnica rodbine Tudorjev, Elizabeta I, ki je dočakala skoraj sedemdeset let.